# Malpighiodes bracteosa
Malpighiodes bracteosa är en tvåhjärtbladig växtart som först beskrevs av August Heinrich Rudolf Grisebach, och fick sitt nu gällande namn av W.R.Anderson. Malpighiodes bracteosa ingår i släktet Malpighiodes och familjen Malpighiaceae. Inga underarter finns listade i Catalogue of Life.